# La Merced (Catamarca)
La Merced é um município da Argentina, localizada na província de Catamarca. É a capital do departamento Paclín.